# Piero Bellino
Piero Bellino (Cuneo, 1917 – Piozzo, 5 luglio 1944) è stato un partigiano italiano, Medaglia d'oro al valor militare alla memoria.

## Biografia
Insegnante presso il Liceo-ginnasio di Saluzzo, durante la seconda guerra mondiale aveva partecipato come ufficiale alle operazioni belliche in Albania. Ferito in combattimento nel marzo del 1942, dopo una lunga degenza era stato collocato a riposo.
Dopo l'armistizio, Bellino, benché mutilato, fu tra i primi nell'organizzare la Resistenza nel Cuneese e divenne comandante della XX Brigata "Giustizia e Libertà" operante in Val Grana. In omaggio al suo eroismo, che gli ha valso la massima decorazione militare al valore, ben due brigate partigiane operanti in provincia di Cuneo assunsero, dopo la sua morte, il nome di Pietro Bellino.
Nella motivazione della Medaglia d'Oro, sono menzionati due episodi di cui il giovane insegnante fu protagonista:
- Nel primo episodio si distinse per coraggio e determinazione. Bellino, alla testa di pochi compagni, diede, infatti, l'assalto ad un treno che trasportava partigiani prigionieri. Per liberarli non esitò ad attaccare la scorta armata che, pur avendolo ferito, fu abbattuta a colpi di pistola. Liberati i prigionieri, Bellino coprì la loro fuga e quella dei suoi compagni, finché, esausto, non riusciva a salire anche lui sul camion che li portava verso la salvezza.
- Il secondo episodio si riferisce alla morte del comandante partigiano: catturato dai tedeschi mentre era in missione, Bellino fu condotto a Piozzo. Qui i nazisti decisero di fucilare il prigioniero e lo collocarono contro un muro, ma prima che il plotone si fosse schierato per l'esecuzione, Bellino si lanciò contro i nemici. Il professore cadde crivellato di colpi.